# إرنست كورنت
إرنست كورنت (بالإنجليزية: Ernest Courant)‏ (و. 1920 – م) هو فيزيائي، وعالم نووي من الولايات المتحدة الأمريكية . ولد في غوتينغن .
وهو عضواً في الأكاديمية الوطنية للعلوم .

## التعليم
تعلم في جامعة روتشستر

## أنظر أيضًا
- هارتلاند سنايدر